# Grato Albertolli
Grato Albertolli (Bedano, 1746 – Milano, 1835) è stato un decoratore svizzero.

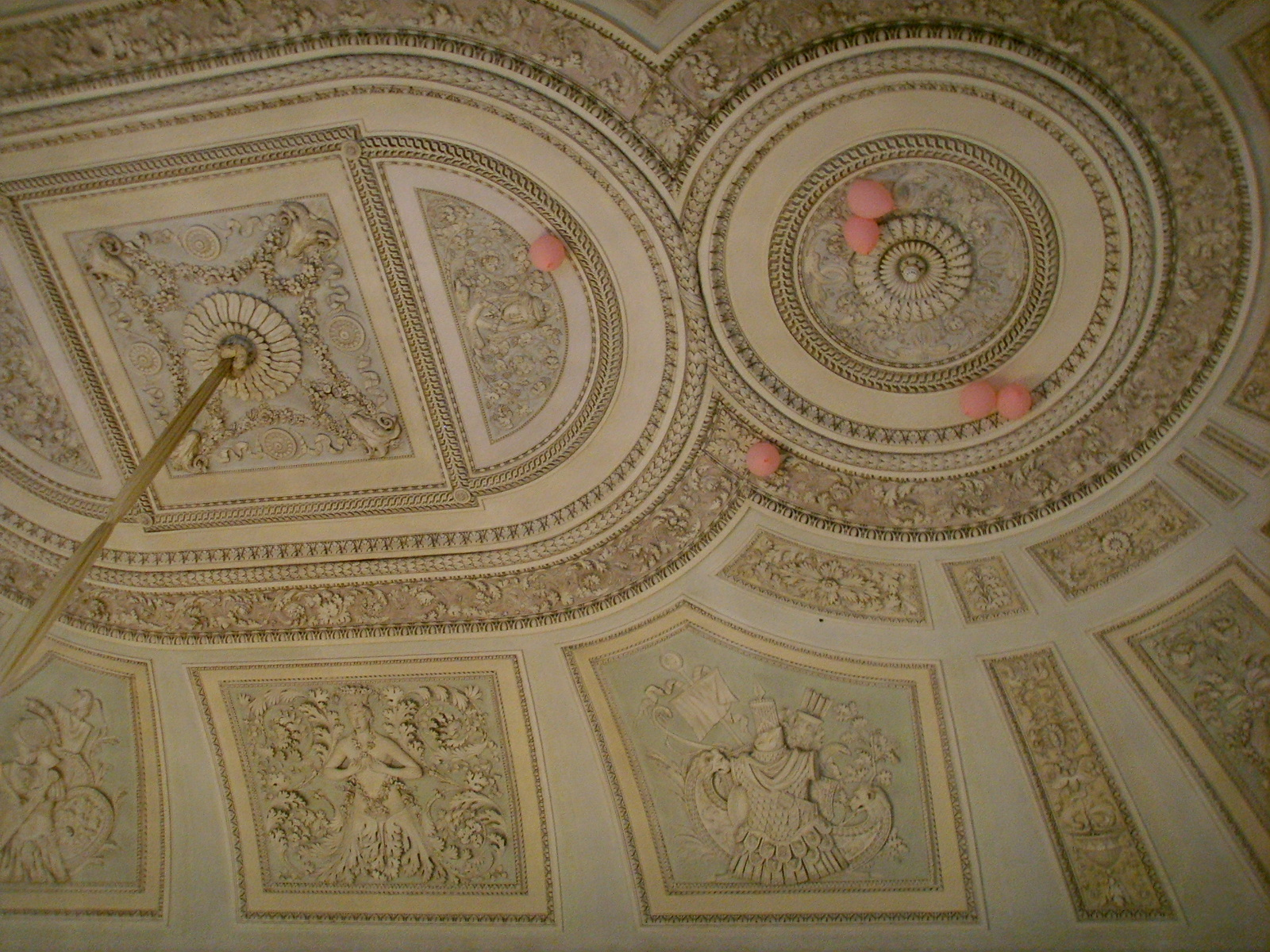
Stucchi nel salone delle feste della Villa di Poggio Imperiale, Firenze

Lavorò spesso con il fratello Giocondo Albertolli. 
Nel 1770 i due furono in Toscana alla corte del Granduca Pietro Leopoldo dove lavorarono alla Villa di Poggio Imperiale, creando gli stucchi per il salone delle feste. Si trasferirono poi a Roma e si stabilirono infine a Milano in via definitiva nel 1774.
Qui si svolse gran parte della sua attività, decorando palazzi (tra cui quello Reale) e ville di famiglie aristocratiche lombarde.